# Douglas Tompkins

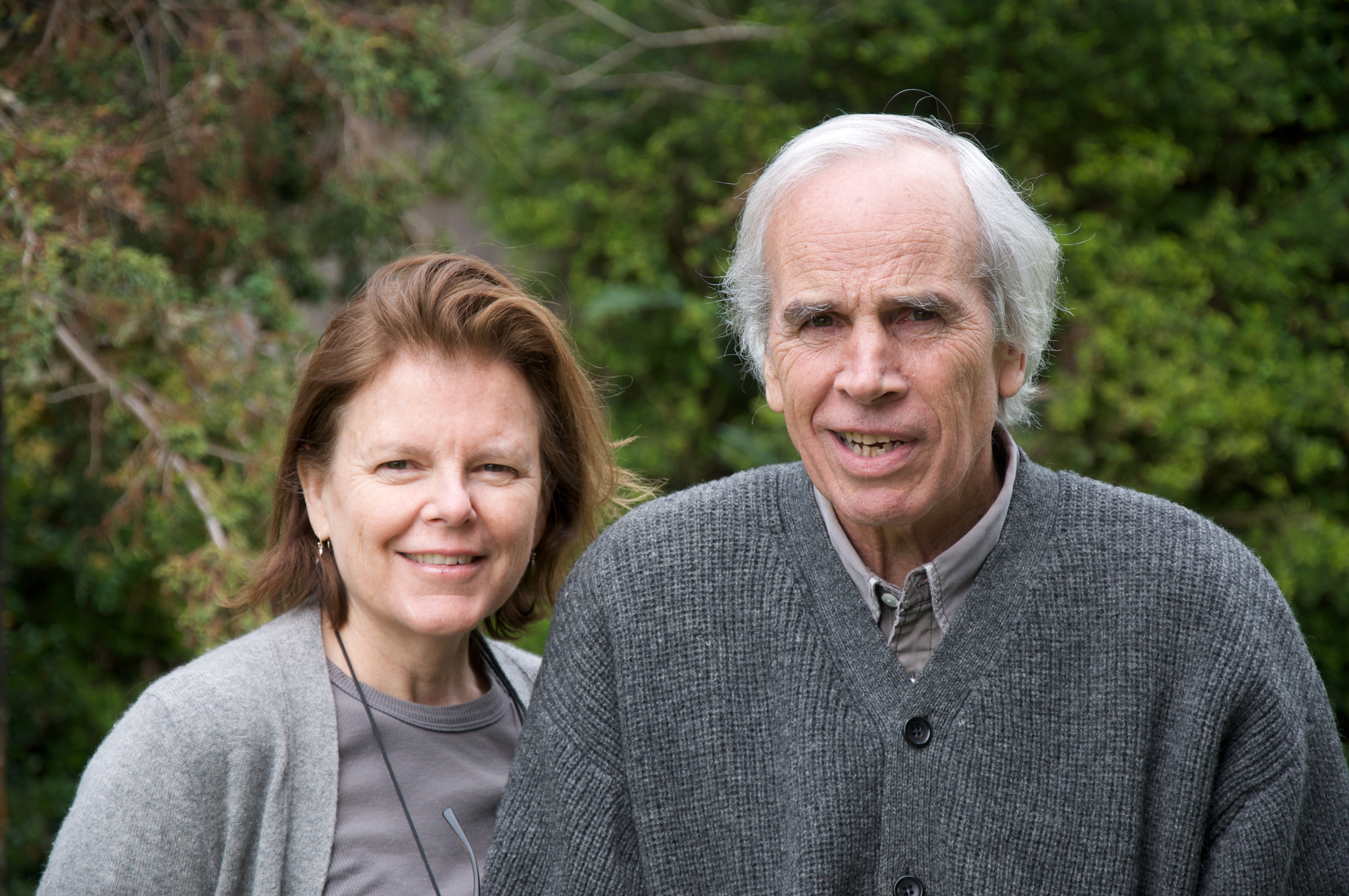
Douglas Tompkins và vợ, Kris

Douglas Tompkins (sinh năm 1943 ở Ohio - 08 tháng 12 năm 2015) trước kia là một doanh nhân, hiện là một người làm chủ nhiều đất đai, một người bảo vệ môi trường.
Tompkins cùng sáng lập 2 hãng sản xuất quần áo: hãng trang phục và dụng cụ outdoor, The North Face; và với vợ cũ của ông Susie, hãng quần áo ESPRIT. Từ khi rời bỏ thế giới doanh nghiệp vào năm 1989, Tompkins đã hiến mình cho những chương trình bảo vệ môi trường, chăm sóc đất đai. Cùng với vợ ông, Kristine Tompkins, ông đã bảo toàn trên 2 triệu mẫu Anh (8.100 km2) những đất đai hoang dại ở Chile và Argentina, nhiều hơn tất cả những cá thể tư nhân khác. Cùng với nhau, cả hai tập trung vào chương trình bảo vệ đất đai bằng cách tạo ra công viên thiên nhiên, bảo trì nông nghiệp sinh thái và những hoạt động bảo vệ môi trường khác, với mục đích là để giữ sinh vật được đa dạng] trong khi hướng dẫn những người khác cùng làm như vậy.

## Tiểu sử

### Thời niên thiếu
Tompkins là con trai một nhà buôn bán đồ cổ và một nhà trang trí. Khi ông học trung học ở Pomfret School, Connecticut, thì bị đuổi học vì những vi phạm nhỏ, nên không tốt nghiệp trung học.
Tompkins, từ năm 1960 tới 1962, bỏ thời giờ để leo núi và thi đua trượt tuyết ở Colorado, Âu Châu và Nam Mỹ. Năm 1963, Tompkins thành lập một dịch vụ hướng dẫn leo núi ở California. Trong thời gian này ông gặp Susie, mà sau này trở thành vợ ông ta, trong khi vẫy xe đi nhờ ở California.

### Công ty The North Face
Năm 1964, Tompkins và vợ ông ta mở hãng The North Face, một công ty bán hàng lẻ và qua thư đặt hàng, bán các dụng cụ leo núi và cắm trại, như ba lô, túi ngủ, lều leo núi chất lượng tốt. Năm 1969, Tompkins bán hãng The North Face để tập trung làm phim mạo hiểm.

### Mạo hiểm ngoài trời
Vào năm 1968, Tompkins làm một chuyến đi mạo hiểm từ California tới Patagonia kéo dài 6 tháng, cùng với Yvon Chouinard và 2 người bạn leo núi khác. Họ đã tạo một tuyến mới lên đỉnh núi Mount Fitzroy, và quay một cuốn phim mạo hiểm, Mountain of Storms, về những kinh nghiệm của họ.
Tompkins cũng là một người chèo thuyền kayak giỏi, tự cho mình là những người đầu tiên đã chèo khắp các sông ở California, châu Phi và Nam Mỹ.
Ngoài ra, ông cũng là một phi công đáp xuống đồng cỏ có khiếu.

### Công ty Esprit
Vào năm 1968, Tompkins và vợ ông, Susie, cùng bạn bà Jane Tise bắt đầu bán quần áo thanh, thiếu nữ từ một xe VW bus; vào năm 1971, họ mở hãng "Plain Jane" mà sau này trở thành ESPRIT. Tới 1978, thu nhập đã vượt qua $100 triệu mỗi năm, và hãng đã có phần hùn ở Đức và Hong Kong. Tompkins tự đặt cho mình cái tên "image director", trong coi bộ mặt của hãng được cảm nhận bởi khách hàng, từ trang trí tiệm cho tới cách trình bày sách đặt hàng, trong khi vợ ông là giám đốc về thiết kế. Esprit trở thành một trong những hiệu trang phục có tiếng vào thời đó, trở thành một hãng quốc tế hoạt động ở 60 nước. Cùng lúc đó, hãng trở nên có tiếng tăm là một nơi làm việc được ưa chuộng. Năm 1989, nhà xuất bản nghệ thuật Robundo đã phát hành cuốn “Esprit, the Comprehensive Design Principle," (Esprit, nguyên tắc thiết kế toàn diện) ghi lại tất cả những nguyên tắc mà Tompkins đã tạo ra cho hiệu đó.
Càng ngày càng lo lắng về những ảnh hưởng về môi trường của kỹ nghệ trang phục, Tompkins quyết định từ bỏ doanh nghiệp vào cuối thập niên 1980. Vào năm 1989, ông bán tất cả các cổ phần của mình ở Hoa Kỳ cho Susie, người mà ông đã sống ly thân, dùng tiền đó để mua đất đai. Đến năm 1994, ông đã bán ra tất cả cổ phần còn lại của mình trên thế giới.

### Bảo vệ môi trường đất đai
Từ một nhà sáng lập và giám đốc điều hành 2 hãng sản xuất trang phục, Douglas Tompkins, đã trở thành một người làm chủ đất đai tư nhân rộng nhất ở Chile. Năm 1990 ông bán cổ phần của mình với giá 250 triệu Dollar và mua những vùng đất rộng lớn ở Patagonien (miền Nam Argentina và Chile), để hình thành vườn quốc gia. Năm 1991, Douglas Tompkins mua nông trại Reñihué với mục đích, để bảo vệ rừng mưa mà mọc ở vùng đất đó. Những năm kế tiếp ông cùng với quỹ môi trường Hoa Kỳ The Conservation Land Trust thêm nhiều vùng đất nằm liền với nhau.
Từ 1992 cho tới 1994 Tompkins mua ở Chile khoảng 3.000 km² đất đai ở một vùng, mà dẫn từ Thái Bình Dương cho tới vùng đồi núi Andes nằm ở biên giới với Argentina. Mục đích của ông là để tạo thành một khu vực bảo tồn thiên nhiên được danh hiệu chính thức Khu dự trữ sinh quyển thế giới. Với quỹ ở Chile của ông, EDUCEC (Education, Ciencia y Ecologia), ông đã mua những vùng đất lớn để làm thành vườn, Pumalín-Park“. Vườn này nằm ở Región de los Lagos gần Chaitén. Tổng cộng, Tompkins đã mua được 10.000 km² đất đai ở Chile và Argentina, vùng đất khoảng phân nửa của bang nước Đức, Mecklenburg-Vorpommern.
Những phe bảo thủ ở Chile và các liên đoàn doanh nghiệp đã tranh đấu nhiều năm chống đối những chương trình môi trường của ông ta. Họ cho đó là nguy cơ cho những lợi ích quốc gia của Chile, đặc biệt là sự phát triển của đất nước và sự khai thác kinh tế của các khu vực rừng mưa.
Trong triết lý về môi trường Tompkins dựa vào nhà bảo vệ môi trường Arne Næss và hy vọng nhiều người sẽ bắt chước, nhất là những người giàu có.
Tompkins từ năm 1993 sống với người vợ thứ hai, Kristine McDivitt, cựu giám đốc hiệu quần áo Patagonia.

## Vườn Pumalin
Công trình lớn đầu tiên của Tompkins là vườn Pumalín ở vùng Palena, Chile, một khu vực rừng mưa ôn hòa rộng 800.000 mẫu Anh (3.200 km2), có núi cao, hồ, và sông. Năm 1991, ông mua nông trại Reñihué, ở cuối Reñihué Fjord, dự định ngăn ngừa 42.000 mẫu Anh (170 km2) của khu rừng đặc biệt này bị khai phá. Trong thập niên tới, The Conservation Land Trust mua thêm 700.000 mẫu Anh (2.800 km2) ở những vùng đất bên cạnh để tạo nên vườn Pumalín. Năm 2005, tổng thống Ricardo Lagos tuyên bố vùng này là Khu bảo tồn thiên nhiên, một chỉ định đặc biệt của chính phủ Chile, bảo đảm nó được sự bảo vệ về môi trường. The Conservation Land Trust (một quỹ môi trường Hoa Kỳ) đã tặng khu đất được bảo tồn này cho Fundación Pumalín (một quỹ của Chile), để quản lý và tiếp tục phát triển như là một vườn quốc gia, mà được chăm sóc bởi tư nhân, nơi quần chúng có thể ra vào. Qua việc hình thành một cơ sở hậu cần cho quần chúng lui tới, bao gồm những đường đi bộ, những chỗ cắm trại, trung tâm du lịch, và quán ăn, Tompkins muốn quảng bá việc tiếp cận với những nơi hoang dã, trong hy vọng sẽ đưa tới một quan điểm xâu rộng về đạo lý môi trường trong hàng ngàn du khách viếng thăm vườn. Mặc dù công trình này lúc đầu gây nhiều tranh cãi, một phần lớn bởi vì cái lối bảo vệ môi trường của tư nhân chưa được nghe tới ở Chile, vườn tiếp tục giành được sự ủng hộ của những người địa phương cũng như du khách.

## Qua đời
Tompkins đã qua đời vào ngày 08 Tháng 12 năm 2015 trong một tai nạn khi ông cùng với 5 người bạn đang chèo thuyền Kayak trong hồ General Carrera (Chile). Theo thông tin của cảnh sát, do bất ngờ gặp một đợt sóng lớn, nằm ngoài tầm kiểm soát của đoàn, thuyền kayak của tỷ phú bị lật khiến ông rơi xuống làn nước lạnh giá vào lúc 13h30 (giờ địa phương). Do giảm nhiệt độ đột ngột, Douglas đã không thể qua khỏi. Khi được cứu hộ vớt ra khỏi hồ, nhiệt độ của ông thấp đến mức chỉ còn 19 độ C. Nhóm bạn của ông đã "tai qua nạn khỏi" sau khi được cấp cứu kịp thời.